# ꜱ
Cette page contient des caractères spéciaux ou non latins. S’ils s’affichent mal (▯, ?, etc.), consultez la page d’aide Unicode.
ꜱ, appelé petite capitale S, est une lettre additionnelle de l’écriture latine qui a été utilisée dans l’alphabet phonétique international et dans le Premier traité grammatical islandais au Moyen Âge.

## Utilisation
Au Moyen Âge, l’auteur du Premier traité grammatical islandais a utilisé ‹ ꜱ › pour transcrire le s long ‹ ſ › géminé.

## Représentations informatiques
La petite capitale S peut être représentée avec les caractères Unicode (Latin étendu D) suivants :
| formes    | représentations | chaînes de caractères | points de code | descriptions                              |
| --------- | --------------- | --------------------- | -------------- | ----------------------------------------- |
| minuscule | ꜱ               | ꜱ                     | U+A731         | lettre minuscule latine petite capitale s |